# Metafysica
Metafysica is de tak van de filosofie die niet, zoals de fysica, de werkelijkheid onderzoekt die volgt uit zintuiglijke of instrumentele waarneming, maar op zoek gaat naar het wezen van die werkelijkheid en wat er achter zit. Metafysica is zo ook de grondslag van de wetenschappen, omdat die uitgaan van de waarneembaarheid van de werkelijkheid. Oorspronkelijk betekende de term "Wat na de natuur (fysica) komt", vanwege de boeken van Aristoteles die volgden op zijn boeken over de Fysica.

## Thematiek
Thema's die de metafysica bestudeert zijn: Wat betekent zijn? Waardoor, waarvoor is het bestaan er? Wat voor manieren van zijn zijn er. De thema's worden bepaald door deze vraag te stellen:
- Welke criteria bestaan er om vast te stellen dat iets is, dat iets bestaat als een apart iets (entiteit)?

1. Iedere entiteit moet ofwel een individueel ding zijn (een boek, Socrates), of een eigenschap (Socrates' haarkleur), of een relatie (een huwelijk), of een gebeurtenis (de dood van Socrates), of een toestand (Socrates die gestorven is) of een verzameling (de verzameling van Griekse filosofen). Deze entiteiten zijn categorieën.
2. Het bestaan, of zijn, van iets is dat wat het een bestaand iets (entiteit) maakt.
3. Alles wat eigenheid (identiteit) bezit en onderscheiden kan worden van al het andere, is een entiteit.
4. Ook de verbindingen die een entiteit heeft met zijn eigen eigenschappen en relaties maken dat het een entiteit is. Iedere entiteit moet dus eigenschappen hebben en moet minstens met enkele andere entiteiten relaties aangaan.
5. Iedere entiteit moet logisch consistent zijn, samenhangend.

De meest fundamentele begrippen uit de metafysica zijn aldus het zijn (het bestaan), identiteit en logische consistentie of samenhang.
Behalve deze betekenis kan metafysica in andere betekenissen gebruikt worden:
1. Het onderzoek naar entiteiten en toestanden die over de menselijke ervaring heengaan (transcenderen), zoals het bestaan van God, de onsterfelijkheid van de ziel en de vrijheid van de wil.
2. De populaire opvatting die te maken heeft met veronderstelde occulte en bovennatuurlijke fenomenen zoals geesten en telekinese.

## Historisch overzicht

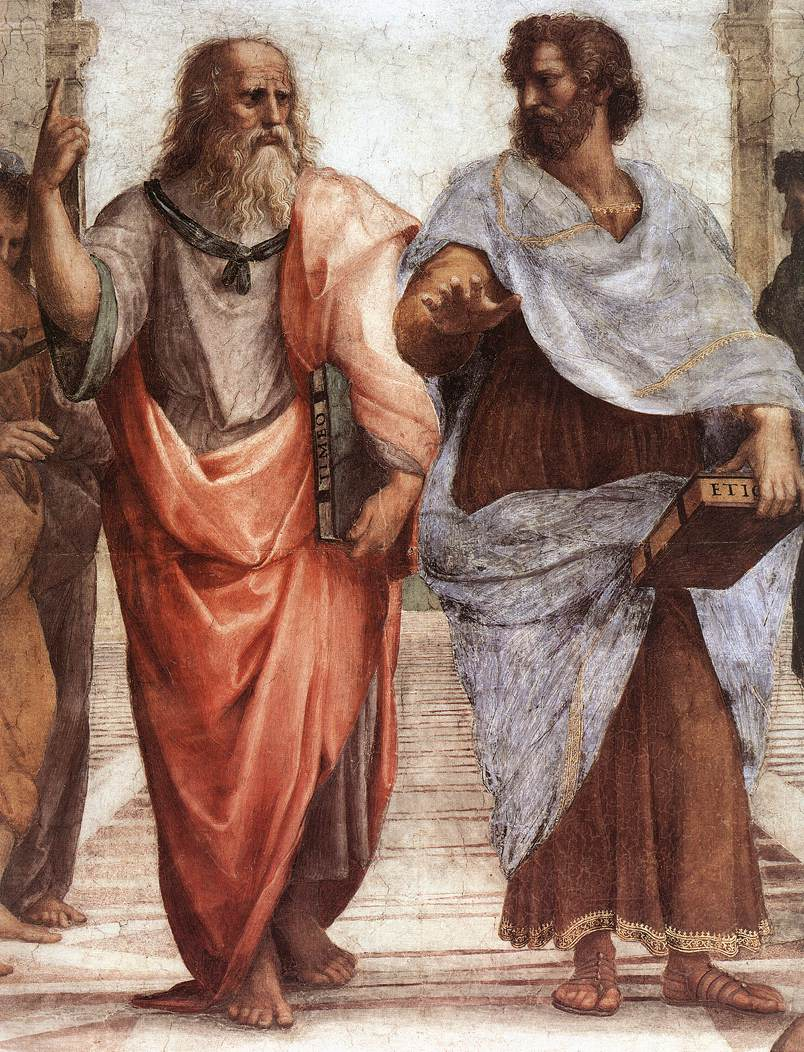
Van links naar rechts Plato en Aristoteles
Rafaël Santi (Stanza della Segnatura, Rome)

### Antieke filosofie
De term metafysica is oorspronkelijk afkomstig van Andronicus van Rhodos, de eerste uitgever van de geschriften van Aristoteles. Hij noemde de verhandelingen die in zijn uitgave op de boekenplank op diens Fysica volgden ta meta ta physica (τὰ μετὰ τὰ φυσικά, wat na de Fysicaboeken komt). Deze boeken gaven hun naam aan de erin behandelde vraagstukken, die later dus als typisch metafysisch werden gezien. Aristoteles zelf gebruikte de term metafysica niet, maar sprak over eerste filosofie. De eerste filosofie gaat vooraf aan alle andere wetenschappen en poogt een inzicht te verkrijgen in de eerste oorzaken van al wat is.
Metafysica in de klassieke betekenis is de wijsgerige leer die niet de realiteit onderzoekt zoals die wordt ervaren door middel van onze uiterlijke zintuigen (zoals de fysica), maar datgene wat boven de materie uitgaat, het geheel van al het gegevene. Die eenheid kan in beginsel zowel in een buiten (transcendent) de wereld liggende ware werkelijkheid worden gelegd, zoals Plato deed, of (immanent) in de vele bijzondere ervaringsgegevens zelf, in een diepere grond, waarin de gegevenheden alle zijn gefundeerd, zoals Aristoteles deed.
Metafysica is de leer over de gronden van de werkelijkheid, waarin een omschrijving gemaakt wordt van de zijnsorde, de zijnsleer. Metafysica tracht informatie te geven over de werkelijkheid als geheel. Ze beoogt een algemene omschrijving van het gehele heelal, waarin alle fundamentele soorten dingen worden vermeld waarvan we weten dat ze tot de inventaris (of codex) van het heelal behoren, en tegelijkertijd wordt onderzocht in hoeverre het waarschijnlijk is dat er zich nog andere fundamentele dingen bevinden waarvan we niet met zekerheid weten dat ze er zijn. Metafysica is dus een vakgebied dat niet alleen de werkelijkheid onderzoekt zoals die in onze ervaring gegeven is, maar het geheel van al het gegevene, met inbegrip van datgene wat deze eenheid construeert, de tijdloze en onveranderlijke vorming. Het onderzoeksvoorwerp (of denkobject) van de metafysica is het zijnde als zijnde, dit wil zeggen elk zijnde in zijn verschil en tegelijk in zijn overeenkomst met al het andere. Volgens de metafysica is er niets, of het moet bestaan in de samenhang (of de relatie) met alles. Naast onderzoek omtrent de zijnden stelt de metafysica zich ook vragen naar het zijn zelf. Wat is zijn en waarom is er eerder iets dan niets? Het kan niet anders, dan dat hiertegen een grondige scepsis zou opkomen. De vraag stelt zich of het menselijke kenvermogen op het hachelijke onderzoeksgebied van de metafysica wel bevoegd is, en of de gemaakte aanspraken op kennis iets meer zijn dan slechts uitgesproken woorden, lege klanken, zonder énig contact met de wereld der bestaande dingen ...

### De scholastiek
Het vroege christendom was sterk doortrokken van neoplatoonse invloeden. In de middeleeuwen (mede omdat er door de kruistochten meer over de klassieke schrijvers bekend werd) werd een enorm filosofisch metafysisch systeem opgebouwd rond het gedachtegoed van Plato en Aristoteles. Uiteindelijk bleek het aristotelisme het meest bepalend te zijn voor de inhoud van de filosofie.
De metafysica van de scholastiek had het uitgangspunt dat er werkelijke wezens/dingen buiten het bestaan aanwezig zijn, die aanvankelijk gekend zijn door zintuiglijke waarneming. Het verstand haalt alle individualiserende aspecten van de afzonderlijke wezens af, zodat uiteindelijk alleen maar de eik, de leeuw en de mens overblijven. Het object wordt dus een abstractie en daarmee wordt veralgemenisering mogelijk. (In plaats van deze boom haalt zijn sappen uit deze kleigrond wordt het: de boom haalt zijn sappen uit de grond). Metafysisch onderzoek houdt zich met dit soort vraagstukken bezig. In de hoogtijdagen van de westerse metafysica, de scholastiek (12e eeuw en later), werd ervan uitgegaan dat ieder mens, ieder dier, ieder stofdeeltje op zichzelf bestaat, onafhankelijk van de andere dingen. Alleen het individuele bestaat. (Hóe dat individuele bestaat is verder een zaak van de wetenschappen, niet van de metafysica). Kenmerkend voor de scholastieke metafysica is dus haar wezenlijke pluralisme. Het is dus ook in deze zin dat Thomas van Aquino de Fons Vitae van Ibn Gabirol (de verdediger van het neoplatonisme en het Arabische pantheïsme) eerder een giftige put dan een levensbron noemde.
Een nadere uitwerking aan de metafysica van de scholastiek met het voorbeeld van een boom:

Bij de licht glooiende heuvel aan de rand van het bos staat een eik. Hij heeft een ruige schors. De stam heeft een bepaalde dikte, zijn bladeren zijn donkergroen. Het ding moet, gezien grootte en dikte, erg zwaar zijn. Oftewel, er zijn heel veel wezensbepalingen van die boom mogelijk, en in de taal van de scholastiek worden deze bepalingen klassen of categorieën genoemd, categorieën van hoeveelheid, hoedanigheid, actie/passiviteit, tijd, ruimte et cetera. Maar nooit mag vergeten worden dat al deze klassen of categorieën, die op zichzelf al tamelijk fundamenteel zijn, iets nog fundamentelers vooronderstellen. In Aristoteles' woorden: Kun je je het wandelen voorstellen zonder iemand die wandelt? Zoals het wandelen niet voor te stellen is zonder wandelaar, zo kunnen de categorieën niet voorgesteld worden zonder subject waar ze op betrokken zijn. De scholastiek noemt (samen met en in navolging van Aristoteles) zo'n subject substantie of zelfstandigheid. Dit is de meest fundamentele categorie, alle andere klassen zijn bijkomstigheden, accidenten (Latijn: accidentia).
In de huidige tijd liggen (mede onder invloed van onze huidige kennis, voornamelijk die van de natuurwetenschappen) soms allerlei misverstanden op de loer. Het belangrijkst is wellicht het volgende: de scholastieke wijsbegeerte heeft nooit gesuggereerd of zelfs beweerd dat ze zou weten waarin de ene substantie verschilt van de andere. Substantie is niet hetzelfde als wat tegenwoordig materie is. Materieel gezien is het substantiebegrip flinterdun, de scholasticus wist op rationele gronden dat er iets als substantie bestond, want als een accident aangetoond kon worden (deels toevallige eigenschap van de dikte van de eik) dan was daarmee meteen de substantie zelf (de eik) aangetoond. De metafysica is een zijnsleer (ontologie) en (dus) geen kenleer (epistemologie)

### De moderne wetenschap
In de moderne positivistische wetenschap wordt onder metafysica verstaan: het terrein van de modellen, theorieën, hypothesen enzovoorts die niet experimenteel getoetst kunnen worden. Dit in tegenstelling tot de fysica, die betrekking heeft op de theorieën enzovoorts die in beginsel experimenteel getoetst kunnen worden. In deze zin komt het gebruik van de term metafysica sterk overeen met dat van de term metatheorie. Zo valt bijvoorbeeld de zwaartekrachttheorie over de wisselwerking van een zwart gat met zijn omgeving onder de fysica, terwijl hypothesen over verschijnselen in een zwart gat tot de metafysica behoren, omdat volgens de huidige inzichten geen informatie uit een zwart gat kan ontsnappen. Evenzeer behoort alles wat zich in tijd of ruimte buiten het waarneembare heelal afspeelt tot de metafysica. Volgens deze definitie van het begrip metafysica kunnen theorieën over zeer obscure en niet met de zintuigen (maar wel met instrumenten) waarneembare verschijnselen (bijvoorbeeld neutrino's) tot de fysica behoren en theorieën over normale objecten (bijvoorbeeld een voetbal in een parallel universum) tot de metafysica. Heel omstreden is de vraag of de termen en begrippen van een theorie over waarneembare objecten als zodanig metafysisch zijn (zodat vragen als: Wat is Ruimte?, Wat is Tijd?, Wat is een neutrino? wellicht zinvol zijn) of dat ze volledig overeenkomen met hun verwijzing naar de ervaring van fysieke voorwerpen. Dat vraagstuk zelf behoort echter weer niet tot de wetenschap, maar tot de metafysica.